# 아조우스탈 제철소
금속공학 콤비나트 아조우스탈(우크라이나어: Mеталургійний Kомбінат Азовсталь) 또는 아조우스탈 제철소는 우크라이나 동부 마리우폴에 위치한 금속 관련 시설이며 우크라이나 최대의 제철 압연 기업들 중 하나이다.
1930년 3월 2일에 설립된 아조우스탈 플랜트는 2022년 러시아의 우크라이나 침공 기간 중 마리우폴 포위전의 가장 상징적인 장소들 중 하나가 되었다. 이 플랜트는 핵공격을 저지할 수 있는 터널과 벙커가 있었다. 이 플랜트는 전투 중에 러시아의 폭격에 의해 거의 완전히 파괴되었다.